# Stackelberginia
Stackelberginia is een vliegengeslacht uit de familie van de roofvliegen (Asilidae). De wetenschappelijke naam van het geslacht is voor het eerst geldig gepubliceerd in 1964 door Pavel Andrejevitsj Lehr.

## Soorten
- S. gracilis Lehr, 1964
- S. tsharykulievi Lehr, 1964